# 서부T&D
서부T&D(Seobu T&D Co. Ltd.)는 대한민국의 부동산 기업이다. 본사는 서울특별시 양천구 신정로 167(신정동)에 위치해 있으며 대표이사는 승만호이다.

## 같이 보기
- 서울드래곤시티

## 참고문헌
1. ↑  서부티엔디, 순익 480%↑…부동산값 상승 덕 '톡톡', 딜사이트, 2024.04.11
2. ↑  '용산구 특급 개발' 인근 땅 보유 서부T&D 주목 받아, 머니S, 2024.03.13
3. ↑  "부자들도 인정하는 찐부자"…용산의 '드래곤' 서부T&D, 한국경제, 2023.06.27